# Mận châu Âu
Mận châu Âu (danh pháp hai phần: Prunus domestica) là một loài thực vật có hoa trong họ Hoa hồng. Một loài cây rụng lá, bao gồm nhiều loại cây ăn quả được gọi là mận trong tiếng Anh, mặc dù không phải tất cả giống mận đều thuộc loài này. Mận lục và mận damson cũng thuộc phân loài của P. domestica.
Dòng họ lai được cho là Prunus spinosa và P. cerasifera;  tuy nhiên bằng chứng tế bào học gần đây dường như liên quan đến 2×, 4×, 6×  P. cerasifera là gốc hoang dã duy nhất mà 6× P. domestica có thể đã phát triển từ đó.

## Mô tả
Thông thường cây có dạng cây bụi lớn hoặc cây nhỏ. Cây có thể hơi gai góc, có hoa trắng, nở vào đầu mùa xuân. Quả hình bầu dục hoặc hình cầu có kích thước khác nhau, nhưng có thể dài đến 8 cm (3,1 in). Thịt quả thường ngọt,  nhưng một số giống có vị chua. Giống như tất cả các loại quả thuộc chi Mận mơ, chúng chứa một hạt lớn duy nhất, thường được gọi là hạt cứng, hạt này sẽ bị loại bỏ khi ăn.
- Một cây trổ hoa đầu tiên vào cuối tháng Hai
- Hoa nở
- Lá non
- Quả chưa chín
- Quả chín

## Phân loại

### Phân loài
Cullen và cộng sự. (1995) công nhận ba phân loài, mặc dù các nghiên cứu khoa học ủng hộ một sự phân tách chi tiết hơn:
| - P. domestica ssp. Domestica – mận đỏ đậm, zwetschge (bao gồm cả ssp. oeconomica ) - P. domestica ssp. insititia – damson và bullaces, krieche, kroosjes, perdrigon và các giống châu Âu khác - P. domestica ssp. intermedia – mận trứng (kể cả mận Victoria) - P. domestica ssp. italica – gages ( mận lục, mận tròn v.v.; bao gồm cả sspp. claudiana và rotunda ) - P. domestica ssp. pomariorum – spilling - P. domestica ssp. prisca – zibarte - P. domestica ssp. syriaca – mận mirabelle |

Các phân loài dễ dàng giao chéo nhau, do đó có thể tìm ra nhiều dạng trung gian: vị ngọt và vị chua của quả có thể khác nhau, màu sắc quả thay đổi từ tím xanh sang đỏ, cam, vàng hoặc lục nhạt.

### Giống cây trồng

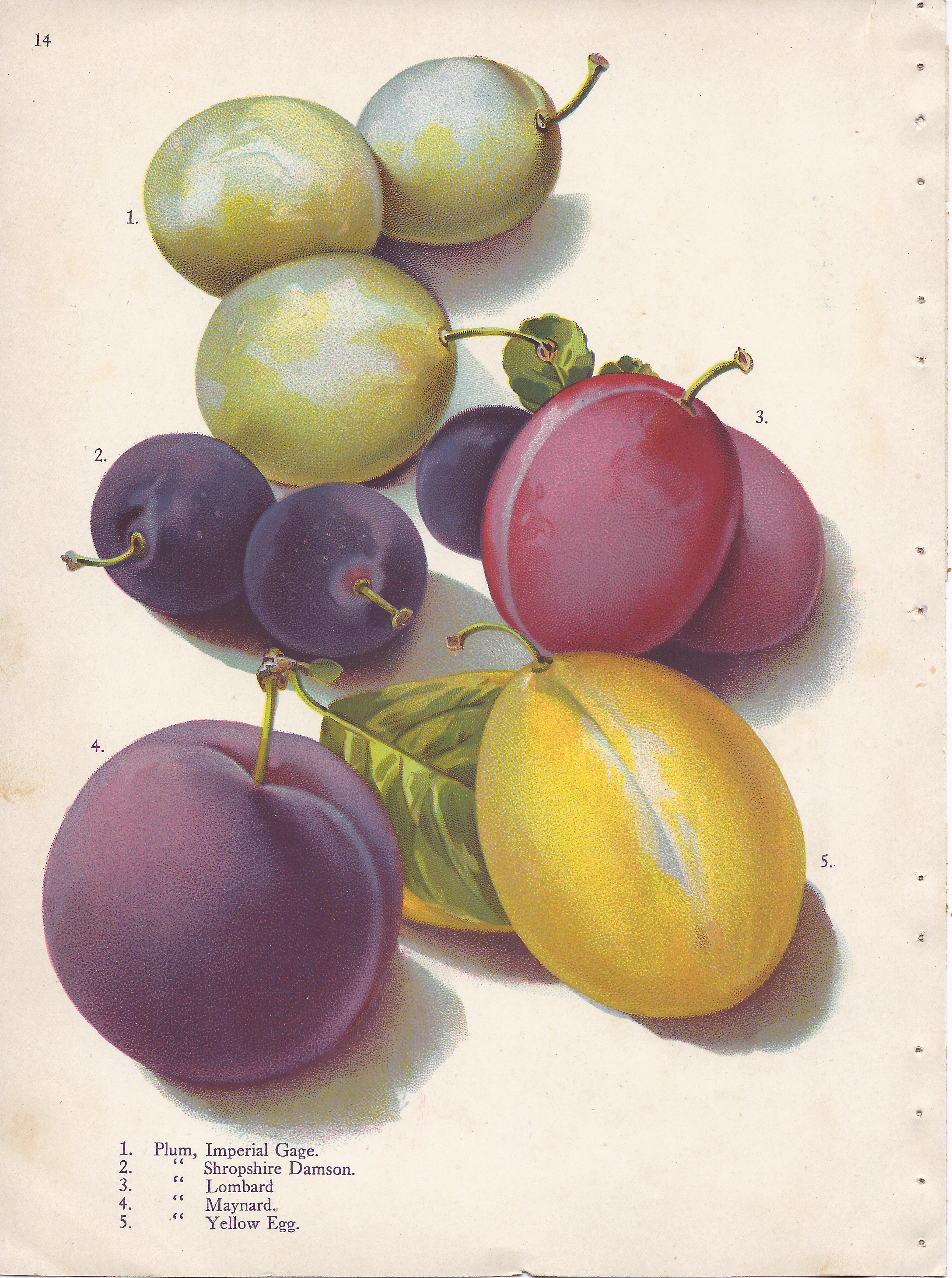
Các giống mận theo đánh số ghi chú – Imperial Gage (1), Damson (2), Lombard (3), Maynard (4) và Yellow Egg (5)

Nhiều giống cây trồng đã được chọn lựa để trồng trọt trong vườn. Các giống dưới đây đã giành được Giải thưởng Giá trị Vườn trồng (Garden Merit) của Hiệp hội Làm vườn Hoàng gia :
| - 'Blue Rock' - 'Blue Tit' - 'Czar' - 'Imperial Gage' | - 'Jefferson' - 'Laxton's Delight' - 'Mallard' - 'Marjory's Seedling' | - 'Opal' - 'Oullins Gage' - 'Pershore' - 'Victoria' |

## Sử dụng
Thịt quả ăn được và thường có vị ngọt, mặc dù một số giống có vị chua và cần nấu với đường để tạo cảm giác ngon miệng.
Mận được trồng thương mại trong vườn cây ăn quả, nhưng gốc ghép mới, với biến thể tự sinh sản cùng với phương pháp uốn nắn và cắt tỉa cho phép trồng cây đơn lẻ trong khoảng không gian tương đối nhỏ. Cây ra hoa và đậu quả sớm khi cây cần nơi có mái che tránh sương giá và gió lạnh.
Hầu hết mận khô được chế biến từ quả của loài này.